# Songs for Eleonor
Songs for Eleonor, o SFE, es una banda de Electro Pop, Nuevo Folclore, Melodía Emocional, orginaria de la Ciudad de México. SFE fue fundada a finales de 2005 por Karen Ruiz, de madre inglesa y padre mexicano, y Andrés Almeida.
 El grupo experimenta con sonidos electrónicos y, según sus integrantes, busca a través de esta experimentación sonidos nuevos. Songs for Eleonor publicó su primer disco, de título homónimo, en diciembre de 2008 con el apoyo de su disquera Discos Tormento.

## Historia
Songs for Eleonor se originó en la Ciudad de México a finales de 2005. Sus miembros fundadores son Karen Ruiz y Andrés Almeida. Karen Ruiz hizo sus estudios universitarios en Emerson College en Boston y se graduó de Producción de Audio. Después de vivir en Los Ángeles y en Japón regresó a México y en la actualidad, aparte de Songs for Eleonor, tiene un proyecto musical de Electro Cumbias llamado Sonido Desconocido II. Karen ha sido la voz de varias producciones de cine animado como Moyana y Luna, ambas finalistas en el vigesimoquinto Festival Internacional de Cine de Guadalajara; en el piloto de Baby Marx, instalación de video del artista mexicano Pedro Reyes, hizo la voz del personaje Moni. También participó en proyectos musicales como Normal y Moodo, Metrika y Yamil Rezc, y ha participado en videos y como corista de María Daniela y su Sonido Lasser y Jessy Bulbo.
Andrés Almeida también tiene un segundo proyecto musical llamado Sonido Trucha. Almeida es músico y actor. Andrés comenzó su carrera musical a los 14 años y se enfoca, principalmente, en la percusión. Cuatro años más tarde comenzó a tocar la tabla bajo la enseñanza de Arturo Rivera. También se especializó en producción musical y lanzó dos discos de forma independiente: Caleta Celestial y Natural Landscapes. Algunos tracks fueron incluidos en la complicación Electronic Latin Freaks, lanzado por la disquera española Subterfuge Records. En cine debutó en 1997 y desde entonces ha desempeñado varios papeles en distintas producciones, entre las que se encuentran Y tu mamá también, Cabecitas y 40 días. En televisión formó parte del elenco de las series Terminales y Los Simuladores.
En 2007 se unió al conjunto Fausto Palma. Fausto comenzó su carrera musical a los quince años con estudios de guitarra clásica. A los veintiún años viajó a Holanda e India para estudiar la carrera de Música Clásica Hindú con el Sarangi. También estudió Oud en la Ópera de El Cairo, Egipto. En 2004 regresó a México y formó el grupo Petra, con el cual ha grabado hasta la fecha cuatro discos. De forma paralela formó el grupo Ghazali. Entre 1998 y 2003 Andrés Almeida y Fausto Palma colaboraron en varios proyectos musicales.
En la actualidad Songs for Eleonor también cuenta con la participación del baterista Rodrigo Barbosa, también baterista de Paté de Fuá y Los Dorados, y del bajista Rodrigo Valenzuela, exintegrante de Los Aguakates.
Songs for Eleonor se ha presentado en festivales de música como Mutek 2007, SXSW 2009 y el Festival de Música Diego Rivera 2009. Asimismo han compartido escenario con bandas como Mercury Rev, Ulrich Snauss, Circlesquare, Tijuko Noriko y Natalia Lafourcade. En mayo de 2010 abrieron, en el Lunario, el concierto de Beach House. En noviembre de 2011 también abrieron el concierto de Architecture in Helsinki, el cual se llevó a cabo de Plaza Condesa en la Ciudad de México.
En el año 2011 Songs for Eleonor fue nominado, gracias a su EP Casi, a la categoría de Mejor Disco Dance / Electro en la 4.ª edición de los Indie-O Music Awards. Durante la ceremonia de premiación Karen Ruiz formó parte de la colaboración en vivo que cerró la noche. Participaron también de este ensamble Natalia Lafourcade (quien fue sustituida, al tener problemas médicos, por Carla Morrison), Juan Manuel Torreblanca y Andrea Balency, entre otros.

## Discografía

### Álbumes
- Songs for Eleonor (2008)

### EP
- Something About You (2009)
- CASI (2010)

### Sencillos
- Soplo del Mar (2012)
- Tienes Miedo (2010)

## Videografía
- Soplo del Mar (2012). Dirección y edición: Leonel Fernández. Fotografía: Leonel Fernández y Alex Fenton
- Plant a Seed (2010). Video dirigido por Azul Violeta Bermejo.
- Tell Me (2010). Video dirigido por Azul Violeta Bermejo.
- Something About You (2009). Video dirigido por Iván Krassoievitch y Gisselle Elias Karam.
- I Think I'm in Love (2008). Director: Leandro Cordova Lucas. Fotografía: Herbert Sebastian Hofmann.
- Cross My Heart (2008). Video dirigido por Gisselle Elias Karam.